# María Belibasaki
María Belibasaki (en griego: Μαρία Μπελιμπασάκη, Ayos Nikólaos, 19 de junio de 1991) es una deportista griega que compite en atletismo. Ganó una medalla de plata en el Campeonato Europeo de Atletismo de 2018, en la prueba de 400 m.

## Palmarés internacional
| Campeonato Europeo | Campeonato Europeo | Campeonato Europeo | Campeonato Europeo |
| Año                | Lugar              | Medalla            | Prueba             |
| ------------------ | ------------------ | ------------------ | ------------------ |
| 2018               | Berlín (Alemania)  | Medalla de plata   | 400 m              |